# Abroscopus albogularis
Az Abroscopus albogularis a verébalakúak (Passeriformes) rendjébe, ezen belül a  berkiposzátafélék (Cettiidae) családba tartozó faj.

## Rendszerezése
A fajt Frederic Moore angol etológus írta le 1854-ben, az Abrornis nembe Abrornis albogularis néven.

## Alfajai
- Abroscopus albogularis albogularis (F. Moore, 1854) – kelet-Nepál, északkelet-India, Bhután, kelet-Bangladestől nyugat-Mianmarig és dél-Kínáig;
- Abroscopus albogularis hugonis (Deignan, 1938) – észak- és kelet-Mianmar, északnyugat-Thaiföld;
- Abroscopus albogularis fulvifacies (Swinhoe, 1870) – dél-Kína, Tajvan, észak- és közép-Laosz, észak- és közép-Vietnám.

## Előfordulása
Dél- és Délkelet-Ázsiában, Banglades, Bhután, India, Kína, Laosz, Mianmar, Nepál, Tajvan, Thaiföld és Vietnám területén honos. Természetes élőhelyei a szubtrópusi vagy trópusi síkvidéki esőerdők és cserjések.

## Megjelenése
Testhossza 8  centiméter.
|  |

## Életmódja
Kisebb gerinctelenekkel táplálkozik.

## Természetvédelmi helyzete
Az elterjedési területe rendkívül nagy, egyedszáma pedig stabil. A Természetvédelmi Világszövetség Vörös listáján nem fenyegetett fajként szerepel.